# Messeturm
De Messeturm is een kantoorgebouw in Frankfurt, Duitsland.
Het is met een hoogte van 257 meter het op elf na hoogste gebouw van Europa. Het telt 63 verdiepingen en werd voltooid in 1991. Het gebouw maakt deel uit van de grote handelsbeurs van Frankfurt. Inwoners noemen het gebouw ook wel 'Het potlood' vanwege de vorm van de 36,3 meter hoge top. De architect was Helmut Jahn.